# Morgan 4/4 (2009)

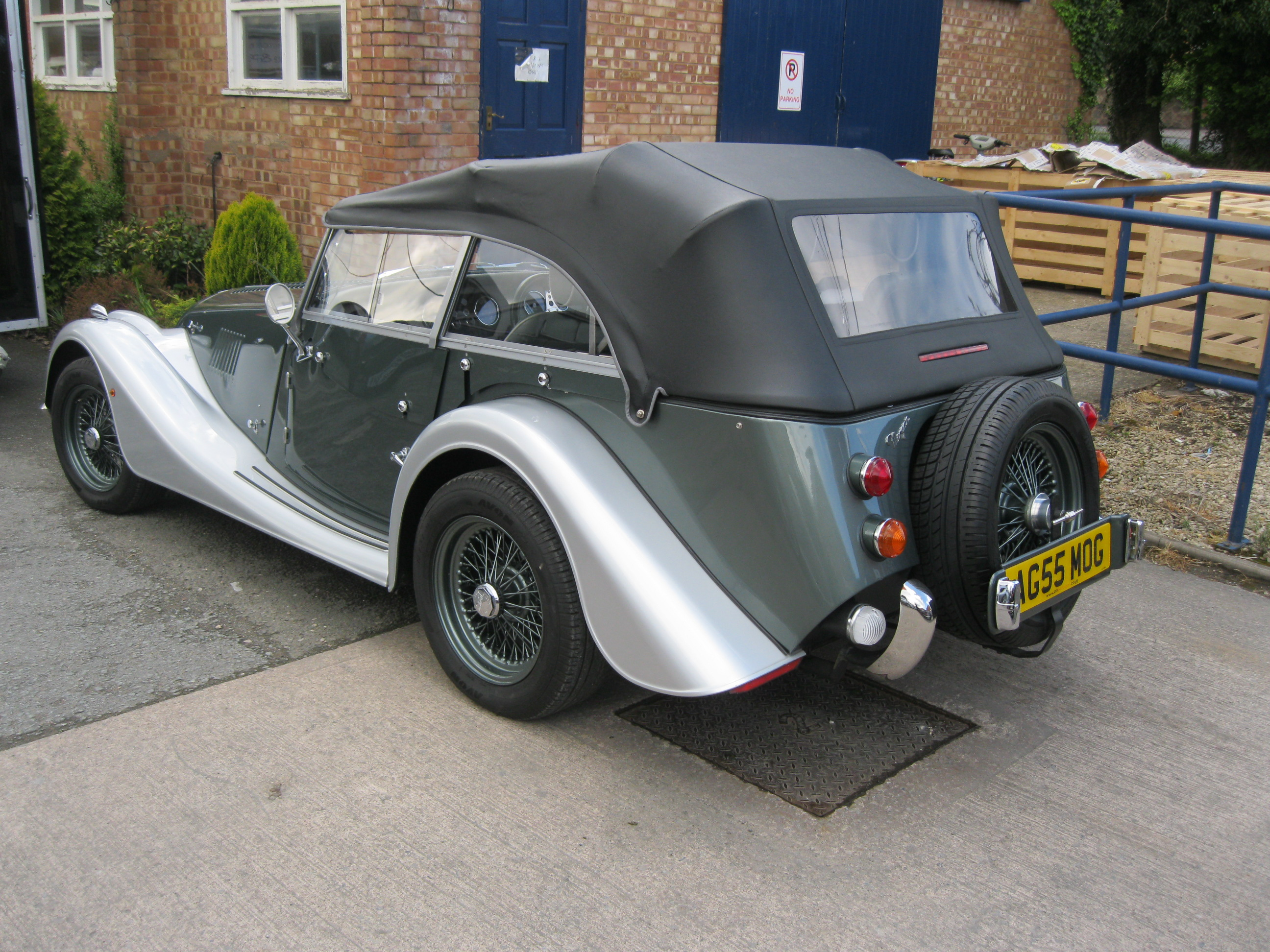
Heckansicht

Der Morgan 4/4 ist ein Roadster des britischen Automobilherstellers Morgan. Das Fahrzeug folgte 2009 auf den Morgan 4/4 1800. Der 1,6-Liter-Ottomotor stammt von Ford und leistet 82 kW (112 PS). Das 5-Gang-Schaltgetriebe stammt von Mazda.

## Technische Daten
|                                             | 4/4                   |
| Bauzeitraum                                 | 2009–2019             |
| Motorkenndaten                              |                       |
| Motortyp                                    | R4-Ottomotor          |
| Hubraum                                     | 1595 cm³              |
| max. Leistung bei min−1                     | 82 kW (112 PS) / 6000 |
| max. Drehmoment bei min−1                   | 131 Nm / 4150         |
| Kraftübertragung                            |                       |
| Antrieb                                     | Hinterradantrieb      |
| Getriebe, serienmäßig                       | 5-Gang-Schaltgetriebe |
| Messwerte                                   |                       |
| Höchstgeschwindigkeit                       | 188 km/h              |
| Beschleunigung, 0–100 km/h                  | 8,0 s                 |
| Kraftstoffverbrauch auf 100 km (kombiniert) | 6,4 l Super           |
| CO2-Emissionen (kombiniert)                 | 143 g/km              |
| Tankinhalt                                  | 55 l                  |